# Ергене
Ергене или Еркене (на турски: Ergene, Ergene Nehri; на гръцки: Εργίνος, през древността Агрианес) е река в Европейска Турция (вилаети Къркларели, Текирдаг и Едирне), ляв приток на Марица (от басейна на Егейско море). Дължина 281 km. Площ на водосборния басейн 11 325 km². Река Ергене е вторият по дължина (след река Тунджа) приток на Марица и с най-голяма водосборна площ от нейните притоци.
Река Ергене води началото си от югоизточната част на планината Странджа, на 4 km североизточно от село Евренли, вилает Къркларели, в Европейска Турция (По други непотвърдени данни за начало на реката се смята левият ѝ приток Чорлусую, извиращ на 12 km североизточно от град Черкезкьой, вилает Текирдаг). В началото, до левия си приток Чорлусую тече на югозапад, където завива на север, на 5 km южно от Люлебургас – на запад, а при град Узункьопрю – на югозапад. По цялото си протежение тече през хълмисти райони в широка (2 – 3 km в горното, 7 – 10 km в средното и до 20 km в долното течение) долина, с бавно и спокойно течение. В долното си течение е канализирана чрез предпазни, водозащитни диги против наводнения. Влива се отляво в река Марица (от басейна на Егейско море), на 10 m н.в., на 11 km северно от град Ипсала, в южната част на вилаета Едирне.
На запад и северозапад водосборният басейн на Ергене граничи с водосборните басейни на реките Сазлъдере, Тунджа и други по-малки леви притоци на Марица, на север и североизток – с водосборните басейни на реките Факийска, Велека, Резовска, Папучдере, Кашандере, Истраджадере и други по-малки, вливащи се в Черно море, а на юг – с водосборните басейни на малки и къси реки, вливащи се в Мраморно и Егейско море и река Кешан (ляв приток на Марица). В тези си граници площта на водосборния басейн на реката възлиза на 11 325 km² (21,37% от водосборния басейн на Марица).
Основни притоци:
- леви – Маникадере, Чорлусую, Ченедере, Гюндюз (Ана), Караагачлъкдере;
- десни – Визадереси, Сулуджак, Бургасдере, Еландере, Бабаескидере, Коджадере, Иниджедере, Татардере.

Подхранването на реката е предимно дъждовно, с високо пролетно пълноводие, а през лятото силно намалява.
Голяма част от водите на Ергене се използват за напояване. По течението и са разположени множество населени места: Сарай (вилает Текирдаг); Пехливанкьой (вилает Къркларели); Узункьопрю (вилает Едирне).